# 秋田県農業協同組合中央会
秋田県農業協同組合中央会（あきたけんのうぎょうきょうどうくみあいちゅうおうかい）は、秋田県秋田市に本部を置く農業協同組合中央会（農業協同組合法上は、農業協同組合連合会）。県内の農業協同組合の指導事業を行う上位組織である。JA秋田中央会の通称が用いられる。

## 概要
県内JAに対する経営指導や生産者・消費者向けの広報活動のほか、JA全中、県内自治体との連絡調整等を業務として担う。
また中央会発足時から、秋田県種苗交換会を主催している。

## 再編
1991年開催の県JA大会で、JA秋田中央会は当時88あったJAを13にする再編案を決議した。これに則り、県内のJAは広域合併で16までに再編された。
その後、農家の高齢化や担い手不足が深刻化し、経営の効率化ならびに財務基盤の安定化を図るべく、再編の機運が高まった。これを受け、2009年11月の県JA大会において、県内16JAを5つを目処に再編する案が決議された。そして、協議が開始され、県南部ではJA秋田ふるさと、JAおものがわ、JAこまち、JAうごが合併協議を進めていたが、協議がまとまらなかった。このため、JA秋田ふるさとはJAおものがわだけとの合併を選択。2012年4月1日に両JAは合併。新「JA秋田ふるさと」として発足した。

### 県下14JA統合へ
JA秋田組織整備・経営改革推進本部委員会は、2018年10月17日に中央会の幹部や県下14JAの組合長らが出席し委員会を開催。県単一の組織を目指す方針を全会一致で議決した、これを受け、同年11月28日に開催の県農協大会で、2024年度をめどに県内全14農協の一本化を目指すことを決議。2019年4月をめどに14農協の役職員で構成する研究会組織を設け、協議を本格化させるとしている。しかし、JA統合をめぐっては、赤字を抱えたJAがあるなどそれぞれの財務状況に差があり、調整が難航すると予想されるとNHK秋田は報じている。
2020年3月27日にJA秋田やまもとが合併協議会から離脱し、単独経営を行っていく旨を中央会へ伝達した。これにより、県下13JAの合併計画は破綻した。2021年3月15日にはJA大潟村が、同年12月28日にはJA秋田ふるさとが合併協議会からの離脱を表明。3JAが協議会から離脱し、協議が停滞していることから、立て直しを図るべく合併時期を2024年4月から2026年4月に延期することを2023年2月に決定。しかし、同年10月にはJA秋田おばこが離脱を表明。離脱が相次ぎ、合併による農業振興を果たせないとして同年12月26日にはJA秋田なまはげも離脱を表明した。
JA秋田なまはげの協議会離脱により協議会へ参加するのは8JAのみとなり、当初の狙いであった経営の効率化、販売力強化などのメリットが薄れ、2024年1月31日に合併協議会の凍結を決定した。協議会の凍結後、JAこまちとJAうごが2026年4月1日付で合併し、湯沢雄勝地区全体としては単一化する構想があり、協議を進めている。

## 沿革
- 1954年（昭和29年）10月30日 - 秋田県農業協同組合中央会が発足。
- 2019年（令和元年）9月30日 - 農業協同組合法の改正により、同法上の農業協同組合中央会から農業協同組合連合会に改組。代表者の職名が、会長から代表理事会長に変更された。